# Hoa hậu Tuổi Teen Mỹ 2022
Hoa hậu Tuổi Teen Mỹ 2022 là phiên bản thứ 40 của cuộc thi Hoa hậu Tuổi Teen Mỹ. Cuộc thi được tổ chức vào ngày 1 tháng 10 năm 2022 tại Grand Sierra Resort ở Reno, Nevada. Cuộc thi do Elle Smith và Christian Murphy tổ chức. Breanna Myles của Florida đã trao vương miện cho Faron Medhi của Nebraska làm người kế nhiệm vào cuối sự kiện. Đây là vương miện Hoa hậu Tuổi Teen Mỹ đầu tiên của Nebraska và là cuộc thi thứ hai liên tiếp mà một bang lần đầu tiên giành được danh hiệu.

## Tổ chức cuộc thi

### Địa điểm
Vào ngày 14 tháng 7 năm 2022, có thông tin rằng cuộc thi, bao gồm Miss USA 2022, sẽ được tổ chức tại Reno, Nevada, với việc thành phố đạt được thỏa thuận ba năm để tổ chức các cuộc thi vào năm 2022, 2023 và 2024.
Đây sẽ là lần thứ hai cuộc thi được tổ chức tại Reno, sau Hoa hậu Tuổi Teen Mỹ 2019.
Ngày hôm sau, người ta xác nhận rằng cuộc thi sẽ được tổ chức tại Grand Sierra Resort vào ngày 1 tháng 10 Crystle Stewart xác nhận rằng địa điểm được chọn để vinh danh Cheslie Kryst, người đã đăng quang Miss USA 2019 tại cùng một địa điểm và đã chết do tự tử vào tháng 1 năm 2022.

### Tuyển chọn các thí sinh
Đại dịch COVID-19 đã ảnh hưởng đến thời gian giữa hầu hết các cuộc thi cấp bang từ cuộc thi năm trước, với thời gian trị vì của các chủ nhân danh hiệu bang năm trước được rút ngắn xuống còn 8 đến 11 tháng, tùy thuộc vào bang.
Các đại biểu từ 50 tiểu bang và Đặc khu Colombia được chọn trong các cuộc thi của tiểu bang bắt đầu vào tháng 9 năm 2021 và kết thúc vào tháng 7 năm 2022, vì lịch trình của cuộc thi của tiểu bang có thể trở nên rất dày đặc giữa cuộc thi tiểu bang cuối cùng được tổ chức vào năm 2021.
Các cuộc thi hoa hậu cấp bang đầu tiên là Idaho và Montana, được tổ chức cùng nhau vào ngày 12 tháng 9 năm 2021, và cuộc thi hoa hậu cấp bang cuối cùng là Colorado được tổ chức vào ngày 3 tháng 7 năm 2022.

## Kết quả
| Kết quả cuối cùng         | Người dự thi |
| ------------------------- | --- |
| Hoa hậu Tuổi Teen Mỹ 2022 | - Nebraska – Faron Medhi |
| Á hậu 1                   | - Idaho – Jenna Beckstrom |
| Á hậu 2                   | - California – Cassidy Hill |
| Á hậu 3                   | - Michigan – Isabella Mosqueda |
| Á hậu 4                   | - Tennessee – McKinley Farese |
| Top 16                    | - Arizona – MayaDenise Gaskin - Florida – Alyssa Khan - Georgia – Courtney Ianna Smith - Hawaii – Malulani Paiste - Iowa – Marisa Mathson - Kansas – Gracie Hendrickson - Nevada – Janae McIntosh - North Carolina – Gabriela Ortega - Ohio – Kylan Darnell § - Oklahoma – Haleigh Hurst - Wisconsin – Sage Gundelly |

§ – Được bình chọn vào Top 16 thông qua cuộc bình chọn trực tuyến.

### Giải thưởng đặc biệt
| Phần thưởng        | Phần thưởng       | Người dự thi                     |       |
| ------------------ | ----------------- | -------------------------------- | ----- |
| Best State Costume | Chiến thắng       | Oklahoma – Haleigh Hurst         | [ 3 ] |
| Best State Costume | Top 2             | North Carolina – Gabriela Ortega | [ 3 ] |
| Best State Costume | Top 3             | Wisconsin – Sage Gundelly        | [ 3 ] |
| Hoa hậu Đồng tính  | Hoa hậu Đồng tính | Nevada – Janae McIntosh          | [ 4 ] |
| Hoa hậu ăn ảnh     | Hoa hậu ăn ảnh    | North Carolina – Gabriela Ortega | [ 5 ] |

## Ban giám khảo
- Allan Aponte – Chuyên gia trang điểm người Puerto Rico[6]
- Kaliegh Garris – Hoa hậu Tuổi Teen Mỹ 2019 từ Connecticut
- Bob Hartnagel – Chuyên gia tư vấn các vấn đề công của Mỹ
- Anita Krpata – Nữ doanh nhân người Mỹ và giám đốc thương mại (CCO) của SeneGence
- Tanya Memme – Người dẫn chương trình truyền hình Canada và Hoa hậu Thế giới Canada 1993
- Keylee Sanders Helmich – Hoa hậu Tuổi Teen Mỹ 1995 từ Kansas